# ماوريس مارتنز
ماوريس مارتنز ، من مواليد 5 يونيو 1947 ، لاعب كرة قدم بلجيكي سابق.
لعب مع منتخب بلجيكا لكرة القدم.

## روابط خارجية
- ماوريس مارتنز على موقع الاتحاد الأوربي (الإنجليزية)
- ماوريس مارتنز على موقع الاتحاد البلجيكي (الإنجليزية)
- ماوريس مارتنز على موقع قاعدة بيانات كرة القدم.إي يو (الإنجليزية)
- ماوريس مارتنز على موقع ناشيونال فوتبول تيمز (الإنجليزية)
- ماوريس مارتنز على موقع عالم كرة القدم.نت (الإنجليزية)